# Walter Held
Walter Held (eigentlich Heinz Epe; * 26. Dezember 1910 in Remscheid; † 28. Oktober 1942 in der Sowjetunion) war in den dreißiger Jahren einer der Führer der deutschen Trotzkisten, Mitarbeiter Leo Trotzkis und später ein Opfer des Stalin-Terrors.

## Leben
Epe studierte in Köln – wo er an der Zeitschrift der „Gruppe progressiver Künstler“ (Kölner Progressive um Franz W. Seiwert u. a.) mitarbeitete – und Wien Jura- und Staatswissenschaften. Später wurde er Mitarbeiter von Prof. Felix Halle, dem Leiter der juristischen Zentralstelle beim ZK der KPD in Berlin. Zeitweise führender Funktionär der Kommunistischen Studentenfraktion (Kostufra) wurde er 1932 als „Trotzkist“ aus der KPD ausgeschlossen und schloss sich der Linken Opposition der KPD an, arbeitete an deren Wochenzeitung Permanente Revolution mit und ging unmittelbar nach dem Reichstagsbrand (28. Februar 1933) ins Exil.
Epe hielt sich zunächst in Prag, dann in Frankreich, den Niederlanden, Norwegen und Schweden auf. In den dreißiger Jahren war er ein enger Mitarbeiter Leo Trotzkis und ein führender Kopf der Exilorganisation der Internationalen Kommunisten Deutschlands (IKD) und des internationalen Jugendsekretariats der trotzkistischen Bewegung; bei den Bemühungen, Trotzki in Norwegen Exil zu verschaffen, spielte er eine bedeutende Rolle. In Norwegen arbeitete er zeitweilig mit Willy Brandt zusammen (der dies in seinen Erinnerungen Links und frei erwähnt), so etwa 1934/35 im Internationalen Büro revolutionärer Jugendorganisationen des Londoner Büros.
Epe schrieb in der IKD-Zeitung Unser Wort über Themen wie den Weltkrieg und den spanischen Bürgerkrieg, die Wirtschaftspolitik der Nationalsozialisten, Rosa Luxemburg und Lenin, Stalinismus und marxistische Theorie, die deutsche Exilpresse und die Zeitschrift für Sozialforschung. Im Oktober 1938 machte er die Verfolgung deutscher antifaschistischer Emigranten in der Sowjetunion während des Großen Terrors (unter anderen Carola Neher) zum Thema eines Artikels in Unser Wort. Die Haltung der „offiziellen deutschen Emigration gegenüber dem Schicksal ihrer nach der Sowjetunion ausgewanderten Mitglieder“ – „Die deutsche ‚Volksfront‘, die Herren Heinrich und Thomas Mann, Bertolt Brecht, Lion Feuchtwanger, Arnold Zweig, die Weltbühne, die Pariser Tageszeitung, die Volkszeitung und die Neue Front, Max Braun, Pieck, Dengel, Merker und Jacob Walcher, sie alle, alle hüllen sich in Schweigen“ – nannte er das „traurigste und beschämendste Kapitel“ der blutigen Tragödie der stalinistischen Säuberungen („Stalins deutsche Opfer und die Volksfront“, Unser Wort, Jg. 6, Nr. 4/5). In Oslo gab er von 1937 bis 1939 die Zeitschrift Oktober. Organ for den fjerde internasjonale heraus, für die nicht nur Angehörige der trotzkistischen Bewegung, sondern auch politisch anders orientierte Persönlichkeiten der norwegischen und internationalen Arbeiterbewegung wie Jeanette Olsen, Konrad Knudsen und Håkon Meier bzw. Josef Hindels und Victor Serge Artikel schrieben.
Durch die deutsche Besetzung Norwegens 1940 wurde Epe zur Flucht nach Schweden gezwungen. 1941 versuchte er via Moskau – Odessa – Istanbul die USA zu erreichen. Zusammen mit seiner Frau Synnøve und seinem Sohn Ivar wurde er von der sowjetischen Geheimpolizei im Zug verhaftet. Seine Erklärung, er sei Mitarbeiter der New York Times – Harrison E. Salisbury berichtet, die Times habe ihm bei der Beschaffung eines Visums für die USA geholfen – schützte ihn nicht.
In der Haft teilte er zeitweise eine Zelle mit dem jüdischen Sozialisten und Führer des Bund im Vorkriegs-Polen, Henryk Erlich, der nach seiner Freilassung die norwegische Gesandtschaft von Epes Verhaftung unterrichtete. Daraufhin wurde Erlich erneut verhaftet und zusammen mit Viktor Alter im Dezember 1941 hingerichtet. Ein anderer Mithäftling berichtete, Epe sei als früherer Mitarbeiter Trotzkis für das NKWD ein so wichtiger Gefangener gewesen, dass sein Verhör von NKWD-Chef Lawrenti Beria persönlich geleitet wurde. Neueren sowjetischen Angaben zufolge wurde er am 28. Oktober 1942 wegen „konterrevolutionärer trotzkistischer Tätigkeit“ erschossen. Die genauen Umstände seiner Verhaftung sowie das Schicksal seiner Frau und seines Sohnes liegen, trotz jahrzehntelanger Bemühungen vor allem seitens norwegischer Behörden, aber auch von Willy Brandt, der 1989 bei einem Moskauaufenthalt das genaue Todesdatum und die kurz vorher erfolgte gerichtliche Rehabilitierung Helds in Erfahrung brachte, immer noch im Dunkeln.